# Geothrix
Geothrix es un género de bacterias gramnegativas de la familia Holophagaceae. Fue descrito en el año 1999. Su etimología hace referencia a célula de la tierra semejante a un pelo. Se trata de bacterias anaerobias e inmóviles. Catalasa y oxidasa negativas. Suelen producir colonias de color entre amarillo y anaranjado en agar R2A. La temperatura de crecimiento óptima está alrededor de 30 °C. Principalmente, se ha aislado del suelo de arrozales. 

## Taxonomía
Actualmente existen 9 especies descritas:
- Geothrix alkalitolerans
- Geothrix edaphica
- Geothrix fermentans
- Geothrix fuzhouensis
- Geothrix limicola
- Geothrix oryzae
- Geothrix paludis
- Geothrix rubra
- Geothrix terrae